# Víctor Melchor Quintana Quezada
Víctor Melchor Quintana Quezada (ur. 29 lipca 1969 w Santa Ana) – meksykański duchowny rzymskokatolicki, biskup Nuevo Casas Grandes od 2025.

## Życiorys
Święcenia kapłańskie przyjął 16 września 1996 i został inkardynowany do archidiecezji Chihuahua. 
25 stycznia 2025 został mianowany biskupem Nuevo Casas Grandes. Sakry udzielił mu 25 marca 2025 nuncjusz apostolski w Meksyku - arcybiskup Joseph Spiteri.